# دبوره ۵۴۱
سیارک ۵۴۱ (به انگلیسی: 541 Deborah، نامگذاری:1904OO) پانصد و چهل و یکمین سیارک کشف شده‌است که در ۴ اوت ۱۹۰۴ و در هایدلبرگ کشف شد.
قدر مطلق سیارک برابر ۱۰٫۱۰ است.